# Rinderhorn
Das Rinderhorn ist ein 3449 m ü. M. hoher Berg in den Berner Alpen. Er liegt vollständig im Schweizer Kanton Wallis. Die Grenze zum Kanton Bern verläuft rund 2,5 Kilometer nördlich des Gipfels. Von Norden her betrachtet erscheint er als ein formschöner Berg mit einer Firnhaube.

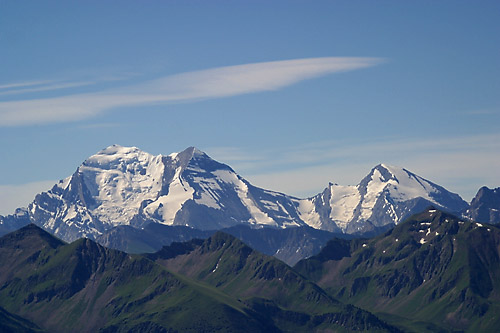
Blick vom Stockhorn zum Balmhorn, Altels und Rinderhorn (v. l. n. r.)

Das Rinderhorn ist ein Teil der Balmhorngruppe, welche zwischen Kandersteg (nördlich) und Leukerbad (südlich) liegt. Nach Osten ist es mit dem höheren Balmhorn über den Zackengrat verbunden. Nordöstlich liegt durch den Schwarzgletscher getrennt der Altels. Im Westen liegt der Gemmipass, nach welchem sich die Wildstrubelgruppe anschliesst. Nördlich findet man vom Rindersattel getrennt das Chli Rinderhorn (3002 m ü. M.). Nach Süden fällt es mit steilen Felswänden ab.
Als Stützpunkt für eine Besteigung über den Normalweg dient das Berghotel Schwarenbach auf 2060 m ü. M. Von diesem führt der Weg Richtung Gemmipass bis an das Nordende des Daubensees, von diesem Nach Osten durch ein Tal hoch bis zu Rindersattel (2908 m ü. M.). Vom Rindersattel wird der Gipfel über den Nordgrat erreicht. Diese Route wird im Sommer wie auch im Winter als Skitour recht häufig begangen.